# نسبت موج ایستاده سنج
SWR متر (به انگلیسی : standing - wave ratio meter) یا همان نسبت موج ایستاده سنج یک وسیله نمایشگر قدرت RF است . این وسیله همیشه مابین دستگاه فرستنده و کابل هم محور که به آنتن متصل است، به طور ثابت قرار می گیرد . در حالت فرستندگی SWR متر یک نشان نسبی از قدرت ارسال شده را برای ما فراهم می‌کند . بدین صورت که خارج قسمت مقدار RF پیش رونده (forward)(یعنی مقدار قدرتی که به آنتن تزریق شده و به مصرف بار می رسد) به مقدار قدرت RF برگشتی (Reflex) (یعنی قدرتی که به خاطر عدم تطابق امپدانس در قسمت خط انتقال، به طرف فرستنده منعکس شده و برمیگردد) را برای ما نشان می دهد . هدف ما هر چه بیشتر بودن قدرت RF رونده و هر چه نزدیک شدن قدرت RF برگشتی به صفر است تا همه قدرت خروجی فرستنده را به مصرف آنتن برسانیم و در نتیجه بهترین برد را بدست آوریم .

یک SWR متر ساده

بدین ترتیب آمپلی فایرهای RF ارزشمند در برابر سوختن و از بین رفتن محافظت می شوند . عواملی که باعث سوختن و از بین رفتن آمپلی فایرهای قدرت RF می شوند عدم تطابق امپدانس زیاد، کابل هم محور معیوب و کلا عدم وسیله ارتباطی آنتن مناسب می‌تواند باشد .

## پیوندهای مرتبط
- آنتن
- کابل هم‌محور